# Виченца Калчо
Виченца Калчо (на италиански: Vicenza Calcio) е италиански футболен клуб от град Виченца, Венето. Клубът е създаден през 1902 г. и играе в италианската Серия Б, след като прекара голяма част от последните години в Серия А.

## История
Най-големият успех на Виченца в италианското първенство през 1911 година, когато стават вицешампиони, а титлата печели „Про Верчели“, един от най-добрите италиански отбори в този период. През 20-те и 30-те години, отборът играе в по-ниски дивизии, достигайки до Серия А чак през 1942. В последния кръг от сезон 1942 – 43 постигат убедителна победа с 6:2 срещу Ювентус в Торино, и така запазват мястото си в групата.
Между 1955 и 1975 г. Виченца никога не са напуснали елита, но заемат място винаги в „златната среда“. През 1964 г. и 1966 завършва на 6-о място в крайното класиране, а бразилския им нападател Луис Винисио (Luis Vinicio de Menezes) става голмайстор на Калчото с 25 гола.
През 1975 г. изпадат. В сезон 1976 – 77, завършва втори в Серия Б и печели промоция за елита, а младата звезда на отбора Паоло Роси става голмайстор на втора дивизия с 24 гола. В средата на 1980 г. отбора се състезава в Серия Ц. Именно тогава Роберто Баджо започва своята футболна кариера в клуба.
През 1993 г. Виченца водена от Ренцо Оливиери печели промоция за Серия Б. Неговият наследник Франческо Гуидолин класира отбора обратно в Серия А през 1995 г., и в три последователни сезона завършва на 9-о място. През 1997 г. Виченца печели Купата на Италия след победа с 3:1 над Наполи. Като носители на националната купа, взимат участие в турнира за КНК. В него се представят повече от успешно, като достигат до полуфинал в който отстъпват на английския Челси.
През 1999 г. отборът изпада в Серия Б, а от сезон 2000 – 01 се състезава в трета италианска дивизия.

## Успехи
Серия А
- Вицешампион – 1911

Носител на Купата на Италия
- 1997.

## Известни бивши футболисти
- Паоло Роси
- Масимо Амброзини
- Роберто Баджо
- Емануеле Морини
- Бенито Карбоне
- Франческо Коко
- Алесандро Пистоне
- Лука Тони
- Йоаким Бьорклунд
- Мохамед Калон
- Марсело Отеро

## Български футболисти
- Валери Божинов: 2013 - (18 мача - 4 гола)

## Бивши треньори
- Ренцо Оливиери
- Франческо Гуидолин